# Rhodanthidium pyrenaeum
Rhodanthidium pyrenaeum är en biart som först beskrevs av Johann Dietrich Alfken 1927.  Rhodanthidium pyrenaeum ingår i släktet Rhodanthidium och familjen buksamlarbin. Inga underarter finns listade i Catalogue of Life.